# 하시모토 다쿠미
하시모토 다쿠미(일본어: 橋本 巧, 1989년 1월 5일 ~ )는 일본의 전 축구 선수이다.

## 구단 경력
과거 후지에다 MYFC에서 활동하였다.